# Генрі Макінтош
Генрі Мейтленд Макінтош (англ. Henry Maitland Macintosh; 10 червня 1892 — 26 липня 1918) — британський легкоатлет, який спеціалізувався в бігу на короткі дистанції.

## Із життєпису
Олімпійський чемпіон-1912 в естафеті 4×100 метрів.
На Іграх-1912 також брав участь у бігу на 100 та 200 метрів, проте припинив змагання на попередніх стадіях.
1914 року пішов зі спорту. Працював в Південній Африці. Через кілька місяців, з початком Світової війни, повернувся додому і був направлений до діючої армії. Загинув у боях на Соммі.

## Основні міжнародні виступи
| Рік  | Змагання         | Місто     | Місце  | Дисципліна |
| ---- | ---------------- | --------- | ------ | ---------- |
| 1912 | Олімпійські ігри | Стокгольм | 11заб3 | 100 м      |
| 1912 | 3пфDNF           | 200 м     |        |            |
| 1912 | 1                | 4×100 м   |        |            |